# Liuran de Cabrièiras
Liuran de Cabrièiras (en francès Lieuran-Cabrières) és un municipi occità del Llenguadoc, situat al departament de l'Erau i a la regió d'Occitània.